# Edgar Grospiron
Edgar Grospiron (Saint-Julien-en-Genevois, 17 maart 1969) is een Frans freestyleskiër. Gespecialiseerd in het onderdeel Mogul.

## Carrière
Grospiron werd in 1989, 1991, 1995 wereldkampioen op het onderdeel Mogul.
Tijdens de Olympische Winterspelen 1992 was het Freestyleskiën voor het eerst opgenomen in het officiële olympische programma. In eigen land won Grospiron de olympische titel. Twee jaar later tijdens de spelen van Lillehammer won Grospiron de bronzen medaille. Na afloop van het seizoen 1994-1995 beëindigde Grospiron zijn carrière.

## Resultaten

### Olympische Spelen
| Jaar | Plaats      | Resultaten |
| ---- | ----------- | ---------- |
| 1992 | Albertville | Moguls     |
| 1994 | Lillehammer | Moguls     |

### Wereldkampioenschappen
| Jaar | Plaats               | Resultaten |
| ---- | -------------------- | ---------- |
| 1989 | Oberjoch             | Moguls     |
| 1991 | Lake Placid          | Moguls     |
| 1993 | Altenmarkt im Pongau | 36e Moguls |
| 1995 | La Clusaz            | Moguls     |